# Зауголля
Зауголля (біл. вёска Завугольле) — село в складі Мядельського району Мінської області, Білорусь. Село підпорядковане Кривицькій сільській раді, розташоване в північній частині області.